# サンティアゴ・ペニャ
サンティアゴ・ペニャ・パラシオス（スペイン語: Santiago Peña Palacios、スペイン語発音: [sanˈtjaɣo ˈpeɲa paˈlasjos]、1978年11月16日 - ）は、パラグアイの政治家、経済学者、2023年の大統領選挙で当選。財務大臣も歴任している。

## 経歴
アスンシオン・カトリック大学で経済学の学位を取得後、コロンビア大学国際公共政策大学院で行政学の学位を取得した。1999年から2012年まで経済学者として活動し、2005年には母校のアスンシオン・カトリック大学の経済学教授となった。2012年にはパラグアイ中央銀行理事会メンバーに選出される。2017年にはジョージ・ワシントン大学に客員教授として招待されている。
2015年、カルテス大統領が経済学者のロハスを解任後、ペニャを後任の財務相に任命した。カルテス大統領は、ペニャが世界的な大豆価格の低迷と地域輸出市場の低迷に直面してパラグアイ経済を活性化させる「聡明な若者」であると語っている。2016年10月29日に真正急進自由党からコロラド党に入党した。ペニャが突然の入党を果たしたため、コロラド党員は物議を醸した。カルテス大統領は党員でない閣僚を解任することを発表。ペニャは入党の理由を同国の発展に重点を置いていると述べ、最高裁判所はペニャを真正急進自由党から取り消す判決を下した。
2017年12月のコロラド党大統領予備選挙で、56万4811票（50.93%）対48万114票（43.29%）でベニテスに敗れた。アマンバイ銀行の取締役メンバーに選出された。
2023年4月に行われた大統領選挙で得票率43.9％を獲得し、同国大統領に選出された。
彼は退任するマリオ・アブド・ベニテス大統領、ブラジルのルイス・イナシオ・ルーラ・ダ・シルバ大統領、アルゼンチンのアルベルト・フェルナンデス大統領から祝福を受けた。
2023年8月15日の就任式にはスペインの国王フェリペ6世や台湾の頼清徳副総統らが出席。

## 人物
2023年の選挙の時点までに、ペーニャは中絶と同性結婚の合法化に反対する保守的な政治家とみなされていた
。2023年5月、ペニャはイスラエルのベンヤミン・ネタニヤフ首相に対し、自身が同国大統領に就任した後、イスラエルのパラグアイ大使館をエルサレムに移転するつもりであると約束を交わした。